# Antherotoma clandestina
Antherotoma clandestina är en tvåhjärtbladig växtart som beskrevs av Jacq.-fel.. Antherotoma clandestina ingår i släktet Antherotoma och familjen Melastomataceae.
Artens utbredningsområde är Kamerun. Inga underarter finns listade i Catalogue of Life.